# Zwarteleertouwersstraat

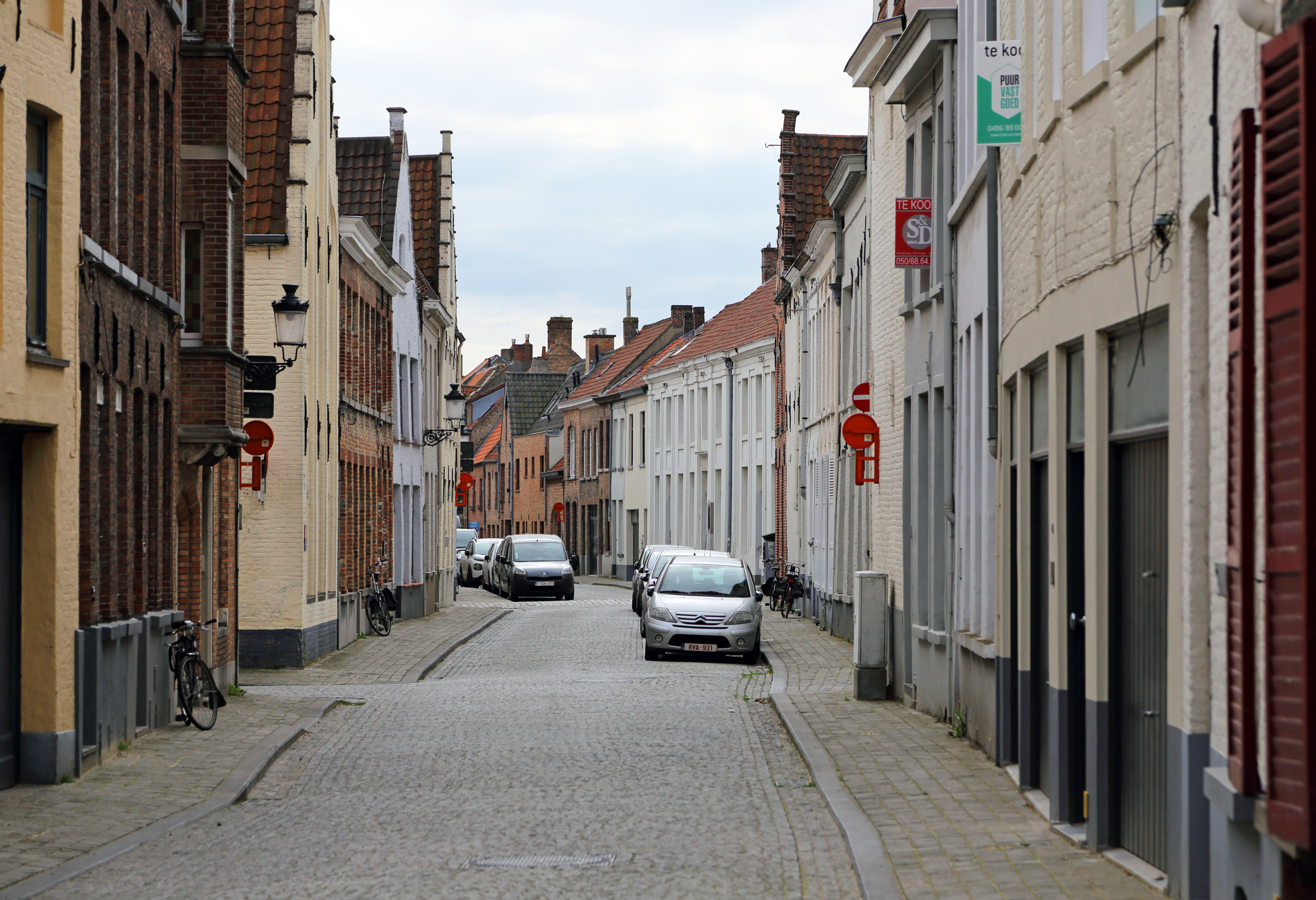
De Zwarteleertouwersstraat vanuit de Predikherenstraat gezien

De Zwarteleertouwersstraat is een straat in Brugge.

## Beschrijving
Leder touwen was een belangrijke middeleeuwse activiteit. Het product dat de ambachtslui bewerkten was schaapsleder of zeemleder. Naar de gewoonte van de tijd werd hierbij gespecialiseerd te werk gegaan en waren er twee afzonderlijke ambachten. Men had:
- de wit-ledertouwers die het leder bewerkten dat een witte kleur had,
- de zwart-ledertouwers die het leder bewerkten met een donkere kleur, hoofdzakelijk schoenleder.

De twee parallelle straten die naar hen werden genoemd, waren waarschijnlijk (absolute zekerheid is er hierover niet) de straten waar verschillende onder hen het ambacht uitoefenden.
De Zwarteleertouwersstraat loopt, net zoals de Witteleertouwersstraat, van de Predikherenstraat naar de Schaarstraat.